# Gail Jones
Gail Jones (* 17. Juni 1955 in Harvey (Western Australia)) ist eine australische Schriftstellerin hauptsächlich von Romanen und Erzählungen.

## Leben
Gail Jones stammt aus West-Australien und studierte an der University of Western Australia in Perth. Sie veröffentlicht seit 1992 Romane und Erzählungen, die in viele Sprachen übersetzt und mit zahlreichen Literaturpreisen ausgezeichnet wurden. Sie unterrichtete englische Literatur an der University of Western Australia und seit 2001 Writing an der University of Western Sydney.
Für das Jahr 2014 wurde sie als einjähriger Gast in der Sparte Literatur durch das Berliner Künstlerprogramm des DAAD nach Deutschland eingeladen.

## Auszeichnungen
- 1993 Western Australian Premier’s Book Awards für The House of Breathing
- 1997 Western Australian Premier’s Book Awards für Fetish Lives
- 2002 Western Australian Premier’s Book Awards | Bester Roman für Black Mirror
- 2003 Nita Kibble Literary Award für Black Mirror
- 2004 Western Australian Premier’s Book Awards, Bester Roman und Bestes Debüt für Sixty Lights
- 2005 ALS Gold Medal für Sixty Lights
- 2006 South Australian Premier’s Awards für Sixty Lights
- 2012 Nita Kibble Literary Award für Five Bells

## Werke

### Romane
- 1975 Corregidora
  - Corregidora, dt. von Pieke Biermann, Kanon Verlag, Berlin 2022, ISBN 978-3-98568-039-9
- 2002 Black Mirror
- 2004 Sixty Lights
  - Sechzig Lichter, dt. von Conny Lösch, Edition Nautilus, Hamburg 2008, ISBN 978-3-89401-562-6
- 2006 Dreams of Speaking[2]
  - Der Traum vom Sprechen, dt. von Conny Lösch, Edition Nautilus, Hamburg 2006, ISBN 978-3-89401-491-9
- 2007 Sorry
  - Perdita, dt. von Conny Lösch, Edition Nautilus, Hamburg 2009, ISBN 978-3-89401-599-2
- 2011 Five Bells
  - Ein Samstag in Sydney, dt. von Conny Lösch, Edition Nautilus, Hamburg 2013, ISBN 978-3-89401-778-1

### Erzählungen (Sammelbände)
- 1992 The House of Breathing
- 1997 Fetish Lives